# Little King's Story
Little King's Story is een computerspel ontwikkeld door Cing en Town Factory voor de Nintendo Wii. Het spel is uitgegeven in Europa door Rising Star Games. Een verbeterde versie voor de PlayStation Vita werd ontwikkeld door Konami en uitgegeven in Japan door Marvelous Entertainment. Het rollenspel (RPG) verscheen in Europa voor de Wii op 24 april 2009.

## Spel
Een verlegen jongen vindt een mysterieuze kroon die hem de kracht geeft om mensen naar zijn hand te zetten en te doen wat hij hen beveelt. Als koning van een dorpje moet hij zijn onderdanen gelukkig zien te maken.
Het spel bevat verschillende simulatie- en real-time strategie-elementen waarop de speler moet zien te reageren.
Little King's Story werd geproduceerd door Yasuhiro Wada, die ook de Story of Seasons/Harvest Moon-serie heeft bedacht. Volgens Wada kwam de inspiratie voor het spel van het boek De kleine prins.
De spelmuziek is gecomponeerd door Yutaka Minobe. Geluid en stemmen zijn afkomstig van Vanpool. Het spel bevat achtergrondmuziek van Beethovens Negende Symfonie in d mineur, Op. 125.

## Ontvangst
| Recensiescore       | Recensiescore        |
| Recensieverzamelaar | Score                |
| ------------------- | -------------------- |
| Metacritic          | 87% (Wii) 70% (Vita) |
| Publicist           | Score                |
| 1UP.com             | 67                   |
| Eurogamer           | 8                    |
| GameSpot            | 85%                  |
| Edge                | 9                    |
| Nintendo Magazine   | 92%                  |

Little King's Story ontving positieve recensies. Men prees het grafische gedeelte, de uitdagende gameplay en strategie-elementen. Enige kritiek was er op de eindbaasgevechten.
Op aggregatiewebsite Metacritic heeft het spel een verzamelde score van 87% voor de Wii, en een score van 70% voor de Vita-versie.

## Trivia
- Het spel is opgenomen in het boek 1001 Video Games You Must Play Before You Die van Tony Mott.